# Plebejus caeruleomarginata
Plebejus caeruleomarginata är en fjärilsart som beskrevs av Lange 1924. Plebejus caeruleomarginata ingår i släktet Plebejus och familjen juvelvingar. Inga underarter finns listade i Catalogue of Life.